# 中北暗沙
中北暗沙位于南中国海中沙群岛北部，西与鲁班暗沙相距2.7海里，东北与比微暗沙相距约6海里。为一东西走向的暗沙，整个暗沙全部在海面以下，最浅处水深约12米，等深线20米以上面积约28平方公里。1947年公布名称为立夫暗沙（Oliver Shoal），1983年公布名称为“中北暗沙”，因位于中沙群岛北部而得名。